# Hidroboracita
La hidroboracita és un mineral de la classe dels borats. Va ser descoberta l'any 1834 sota un diapir al Caucas a la província d'Atyrau (Kazakhstan), sent anomenada així a partir de la seva composició química: borat-hidratat, així com per la seva relació amb la boracita.

## Característiques
Químicament és un borat molt hidroxilat i hidratat, contenint calci i magnesi, de fórmula CaMg[B₃O₄(OH)₃]₂(H₂O)₃. Cristal·litza en el sistema monoclínic formant cristalls allargats [001] i aplanats {010}. Es pot tronar amb hàbit laminar, fibrós radiat o columnar. També se'n troba compacta i de gra fi. La seva duresa a l'escala de Mohs és de 2.
Segons la classificació de Nickel-Strunz, la hidroboracita pertany a «06.CB: Ino-triborats» juntament amb els següents minerals: colemanita, howlita i jarandolita.

## Formació i jaciments
Típicament formada a partir d'alteració per aigües freàtiques del sòl de jaciments de colemanita. També podria ser un mineral de formació primària en un altre tipus de jaciments amb sals. Sol trobar-se associada a altres minerals com: colemanita, boracita o tunel·lita.